# Pelechuco (municipio)

Una imagen tomada en Pelechuco entre 1904 y 1905.

Pelechuco es una localidad y un municipio de Bolivia, ubicado en la provincia de Franz Tamayo del departamento de La Paz. El municipio de Pelechuco es uno de los dos municipios que conforman la provincia. La capital del municipio es la localidad de Pelechuco.  
Según el último censo oficial realizado por el Instituto Nacional de Estadística de Bolivia (INE) en 2012, el municipio cuenta con una población de 6.780 habitantes y está situado a una altitud promedio de 4400 metros sobre el nivel del mar.
El municipio posee una extensión superficial de 2.609 km² y una densidad de población de 2,59 hab/km² (habitante por kilómetro cuadrado).

## Demografía
De acuerdo con el censo boliviano de 2024, la población del municipio de Pelechuco es de 8 993 habitantes.
La población del municipio casi se duplicó entre 1992 y 2024:
| Año  | Habitantes (municipio) | Fuente                  |
| ---- | ---------------------- | ----------------------- |
| 1992 | 4 742                  | Censo boliviano de 1992 |
| 2001 | 5 115                  | Censo boliviano de 2001 |
| 2012 | 6 780                  | Censo boliviano de 2012 |
| 2024 | 8 993                  | Censo boliviano de 2024 |